# Edmond Jaloux
Pour les articles homonymes, voir Jaloux.
Edmond Jaloux, né le 19 juin 1878 à Marseille et mort le 22 août 1949 à Lausanne, est un écrivain et critique littéraire français.

## Biographie
Après des études au lycée de Marseille, actuel Lycée Thiers, interrompues au bout de deux ans, Edmond Jaloux fonde à dix-huit ans la petite revue Méditerranéenne, avant de collaborer au Gaulois, à La Revue hebdomadaire, à Candide et aux Nouvelles Littéraires.
De 1908 à 1911, il participe à Venise, au Café Florian, aux réunions du Club des longues moustaches.
Chargé de mission littéraire en Suisse par le Gouvernement français en 1918, Edmond Jaloux tombe amoureux de Lausanne et y passe souvent l'été dans les années 1920-1930 avant de s'installer à demeure à Lutry, près de Lausanne, dès 1937, où il séjournera pendant la Seconde Guerre mondiale et jusqu'à son décès, survenu à Lausanne, en 1949.
Ce fin critique attire l’attention de son temps sur les littératures étrangères modernes et contemporaines, grâce à ses articles, dont quelques-uns ont été réunis plus tard en recueils : L’Esprit des livres, De Pascal à Barrès, D’Eschyle à Giraudoux - grâce encore à ses essais : Figures étrangères, Rainer Maria Rilke, Perspective et personnages, Vie de Goethe. On lui doit également une Introduction à l’Histoire de la littérature française, dont deux volumes furent publiés en Suisse. En 1930, Edmond Jaloux signe la préface du livre à scandale La vaine équipée (Sleeveless Errand) de Norah C. James, lors de sa traduction en français par Germain d'Hangest.
Initiateur, cofondateur et âme de la Société de poésie de Lausanne (mai 1944 - 1948) avec les écrivains Edmond-Henri Crisinel et Gustave Roud, Edmond Jaloux, qui a fait connaître l'œuvre des Vaudois Charles Ferdinand Ramuz et Gustave Roud en France, s’essaie également au roman. Son œuvre romanesque compte de nombreux titres, notamment Agonie de l’amour (1902), Le reste est silence (1909), qui remporte le Prix Femina, L’Incertaine (1918), Fumées dans la campagne (1918), La Fin d’un beau jour (1922), L’Escalier d’or (1922), L’Alcyone (1925), L’Ami des jeunes filles (1926).
Après un échec en 1934 au fauteuil de Pierre de la Gorce, où il n’avait obtenu que 9 voix contre Maurice de Broglie, Edmond Jaloux est élu à l’Académie française le 2 juillet 1936, au Fauteuil 33, le fauteuil de Voltaire, qu'occupait Paul Bourget, par 18 voix devant Jacques de Lacretelle. Il est reçu le 24 juin 1937 par Georges Lecomte.
Chroniqueur littéraire de la Gazette de Lausanne, du Journal de Genève et de Radio-Lausanne, il publie Essences, un recueil de pensées, d'aphorismes et de maximes (1944, 1947). Un essai sur Marcel Proust paraîtra à titre posthume (1953).
L’Académie française décerne à son épouse Germaine le prix Louis Barthou en 1950.

## Points de vue sur Edmond Jaloux
Selon Paul Morand, Edmond Jaloux était « le plus impartial, le plus intelligent et le mieux renseigné de nos critiques ».
Dans ses Mémorables, Maurice Martin du Gard trace de lui le portrait suivant : « Edmond Jaloux est un Monsieur avec une canne de lapis-lazuli paisible, un bourgeois, l’air d’un médecin, plutôt suisse que de Marseille où il est né, de Provençaux. Dans l’abord, une sorte d’enjouement sceptique et aristocratique que lui ajouta une société de femmes sensibles et titrées, délicieuses, où il pénétra d’emblée, par un concours heureux, en arrivant sur le tard à Paris. »[citation nécessaire]
Stefan Zweig qui apprécie le rôle qu'a joué Edmond Jaloux dans la connaissance qu'ont les Français de l’œuvre de Rainer Maria Rilke, écrit dans un article de 1931 consacré à cet auteur : « Edmond Jaloux a écrit beaucoup de romans. La plupart ne sont guère épais. Pas plus que l'aquarelle ne saurait s'adapter aux amples dimensions de la fresque, son art délicat ne saurait entrer dans le cadre épique d'une saga en plusieurs volumes. Il trace un décor étroit, mais il le remplit tout entier. »

## Œuvres
- Une âme d'automne (1896)
- L’Agonie de l'amour (1902)
- Le Triomphe de la frivolité (1903)
- Les Sangsues (1904)
- Le Jeune Homme au masque (1905)
- L’École des mariages (1906)
- Le Démon de la vie (1908)
- Le reste est silence (Prix Femina, 1909)
- L’Éventail de crêpe (1911)
- Fumées dans la campagne (1918)
- L’Incertaine (1918)
- Les Amours perdues (1919)
- Au-dessus de la ville (1920)
- Vous qui faites l'endormie (1920)
- La Fin d'un beau jour (1922)
- L’Escalier d'or (1922)
- Les Barricades mystérieuses (1922)
- Les Profondeurs de la mer (1922)
- L’Esprit des livres, 7 volumes (1922)
- Le rayon dans le brouillard (1923)
- Lettres de l'Abbé Galuchat (1923)
- L'Alcyone (1925)
- O toi que j'eusse aimée ! (1926)
- Soleils disparus (1927)
- Lœtitia (1929)
- Du rêve à la réalité (1932)
- Essences (1944, 1952)
- La vie de Goethe (1933)
- La Chute d'Icare (1936)
- Le Pouvoir des choses (1941)
- Introduction à l'histoire de la littérature française, 2 volumes (1946 & 1948)